# Jocelyn de Furness
Pour les articles homonymes, voir Furness (homonymie).
Jocelyn de Furness (anglais : Jocelyn of Furness ; latin : Iocelinus de Furness), fl. 1175 et mort en 1214, est un hagiographe cistercien anglais, surtout connu pour ses hagiographies de saint Waltheof, saint Patrick, saint Kentigern et sainte Hélène de Constantinople.

## Biographie
Moine à l'abbaye de Furness (aujourd'hui située à Barrow-in-Furness en Cumbria), il traduit et adapte des hagiographies celtiques pour les lecteurs anglo-normands. Il rédige notamment une hagiographie de saint Kentigern pour Jocelin, évêque de Glasgow, et une de saint Patrick pour John de Courcy et Thomas (Tommaltach), archevêque d'Armagh. Il écrit aussi la vie de saint Waltheof pour promouvoir le culte de cet ancien abbé de Melrose. Son hagiographie de sainte Hélène lui a probablement été commandée par une communauté féminine d'Angleterre. On lui attribue également un autre ouvrage, dédié aux évêques de Grande-Bretagne,,.
Il a peut-être été abbé de Rushen, ainsi qu'architecte, mais il ne s'agit que d'une hypothèse parmi d'autres.

## Ouvrages
Les écrits de Jocelyn font l'objet d'une recherche menée par Helen Birkett, ainsi que d'un compte-rendu de conférences, contenant :
- (en) Life of St Patrick, mod. par Ingrid Sperber et Ludwig Bieler, in: Royal Irish Academy Archive of Celtic-Latin literature, Anthony Harvey et Angela Malthouse (2e édition développée et enrichie, ACLL-2) ;
- (en) Life of St Kentigern, mod. et trad. par Alexander Penrose Forbes, Lives of S. Ninian and S. Kentigern, Édimbourg, 1874) ;
- (en) Life of St Waltheof, mod. par George McFadden, « An Edition and Translation of the Life of Waldef, Abbot of Melrose, by Jocelin of Furness » (thèse de doctorat non publiée, Columbia University, 1952) ;
- (en) The Life of St Helena (1198 × 1214), mod. par Antonina Harbus, Helena of Britain in Medieval Legend, Cambridge, Brewer, 2002), trad. par Ingrid Sperber et Clare Downham (The Life of St Helena by Jocelin of Furness).